# Eukoebelea nota
Eukoebelea nota är en stekelart som först beskrevs av Baker 1913.  Eukoebelea nota ingår i släktet Eukoebelea och familjen fikonsteklar. Inga underarter finns listade i Catalogue of Life.